# Агатово
Агатово (болг. Агатово) — село в Болгарії. Знаходиться в Габровській області, входить до громади Севлієво. Населення становить 433 особи. 

## Політична ситуація
У місцевому кметстві Агатово, до складу якого входить Агатово, посаду Кметя (старости) виконує Валентин Веселінов Василєв (Болгарська соціал-демократія (БСД), політичний клуб «Екогласність», Землеробський союз Олександра Стамболійського (ЗСАС), Рух за соціальний гуманізм (ДСХ), Болгарська соціалістична партія (БСП)) за результатами виборів. 
Кмет (мер) громади Севлієво  — Йордан Георгієв Стойков (коаліція в складі 5 партій: Болгарська соціал-демократія (БСД), Болгарська соціалістична партія (БСП), Рух за соціальний гуманізм (ДСХ), Землеробський союз Олександра Стамболійського (ЗСАС), Політичний клуб «Екогласність») за результатами виборів. 

## Карти
- Положення на електронній карті bgmaps.com[недоступне посилання з червня 2019]
- Положення на електронній карті emaps.bg[недоступне посилання з лютого 2019]
- Положення на електронній карті Google